# Mascota
Mascota är en ort i Mexiko.   Den ligger i kommunen Mascota och delstaten Jalisco, i den centrala delen av landet, 600 km väster om huvudstaden Mexico City. Mascota ligger 1 239 meter över havet och antalet invånare är 8 322.
Terrängen runt Mascota är huvudsakligen kuperad, men åt nordost är den bergig. Runt Mascota är det glesbefolkat, med 8 invånare per kvadratkilometer. Mascota är det största samhället i trakten. I omgivningarna runt Mascota växer huvudsakligen savannskog.